# Валти
Валти (грч. Βαλτί) је приморско насељено место у општини Ситонија у периферији Средишња Македонија, Грчка. Према попису из 2021. године било је 6 становника.
Валти се воде као посебно насеље од 2010. године. Некада је било рибарско насеље.